# Sotisaari (ö i Södra Savolax, Nyslott)
Sotisaari är en ö i Finland. Den ligger i sjön Orivesi och i kommunen Nyslott i  landskapet Södra Savolax, i den sydöstra delen av landet, 300 km nordost om huvudstaden Helsingfors. Öns area är 42,6 hektar och dess största längd är 0,9 kilometer i nord-sydlig riktning.